# Rod Fanni
Rod Fanni, född 6 december 1981 i Martigues, är en före detta fransk fotbollsspelare som spelade sist som högerback för Impact de Montréal. Han har tidigare representerat franska landslaget.